# Wie klaut man eine Million?
Wie klaut man eine Million? (Originaltitel: How to Steal a Million) ist eine US-amerikanische Kriminalkomödie aus dem Jahr 1966 von Regisseur William Wyler mit Audrey Hepburn und Peter O’Toole in den Hauptrollen. Der Film basiert auf der Erzählung Venus Rising von George Bradshaw.

## Handlung
Charles Bonnet ist in Paris bekannt für seine hochwertige Privatsammlung von Kunstwerken. Tatsächlich ist er, wie schon sein Vater, aber ein raffinierter Fälscher, der diese Kunstwerke selbst erstellt. Da er aus einer reichen Familie stammt, betreibt er die Kunstfälscherei jedoch lediglich als Hobby. So hat er gerade einen „Cézanne“ aus seiner (gefälschten) Sammlung bei einer Auktion für 515.000 US-Dollar verkauft. Nun will er eine „Cellini“-Statue aus Familienbesitz dem Museum Kléber-Lafayette als Leihgabe für deren Ausstellung überlassen. Auch diese Statue ist eine Fälschung, erstellt von Bonnets Vater, wobei Bonnets Mutter dafür Modell gestanden ist.
Bonnets Tochter Nicole ist von dem Treiben ihres Vaters nicht begeistert und nimmt es nur widerwillig hin. Am Abend der Museumseröffnung bricht der Detektiv Simon Dermott ins Haus der Bonnets ein, um von einem „Van-Gogh“-Gemälde, das eine Tagesversion der Sternennacht darstellen soll,  eine Farbprobe zu nehmen, um diese auf Echtheit zu überprüfen. Da Nicole nicht mit ihrem Vater zur Eröffnung gegangen ist, überrascht sie Dermott mit dem Gemälde, hält ihn für einen Dieb und hält ihn mit einer alten Pistole in Schach. Der lässt sie in dem Glauben. Da Nicole einen Skandal fürchtet, falls sie die Polizei ruft und die Herkunft des Bildes bekannt wird, will sie ihn gehen lassen. Als sie die Pistole niederlegt, löst sich jedoch ein Schuss, der Dermott am Arm streift. Dieser nutzt die Situation und bringt Nicole dazu, ihn in sein Hotel zu fahren. Dort verabschiedet er sie mit einem Kuss.
Am nächsten Tag hat Nicole ein Date mit dem fanatischen amerikanischen Kunstsammler Davis Leland, der sie jedoch eigentlich nur benutzen will, um Bonnet die Venus-Statue abzukaufen. Während des Dates lenkt Dermott Leland ab, um Nicole dann über dessen wahre Absichten aufzuklären.
Später bekommt Bonnet Besuch von einem Mitarbeiter des Museums, der eine Unterschrift unter einen Versicherungsvertrag für die Statue benötigt. Damit wäre diese ohne Kosten für Bonnet mit einer Million US-Dollar gegen jegliche Schäden und Diebstahl versichert. Nachdem Bonnet unterschrieben hat, erfährt er, dass er damit auch den routinemäßigen Echtheitsuntersuchungen zugestimmt hat.
Nicole erinnert sich nun an Dermott, den sie für einen professionellen Verbrecher hält, und beauftragt ihn, ins Museum einzubrechen und die Statue zu stehlen, bevor diese untersucht wird. Nach einiger Überzeugungsarbeit geht Dermott darauf ein und beide besuchen das Museum, um die Lage auszukundschaften.
Leland taucht überraschend bei den Bonnets auf und macht Nicole einen Antrag. Überrumpelt nimmt sie diesen an, da sie mit Dermott verabredet ist, um die Statue zu stehlen und sie Leland möglichst schnell loswerden möchte.
Dermott und Nicole lassen sich im Museum einschließen und verbringen einige Zeit in einer Abstellkammer. Simon löst im Verlauf der Nacht mit Hilfe eines Bumerangs einen Fehlalarm aus, der die Wächter in Aufruhr bringt und den nebenan wohnenden französischen Innenminister aus dem Schlaf reißt. Kurz darauf löst er einen zweiten Fehlalarm aus, der nun auch den Staatspräsidenten aufweckt. Die überforderten Nachtwächter schalten daraufhin das Alarmsystem ab, und Dermott und Nicole können nun die Statue aus dem Museum entwenden.
Da die Versicherung erst nach der Untersuchung der Statue in Kraft getreten wäre, hat Bonnet keinen Anspruch auf die Versicherungssumme. Doch der ist nur froh, dass der Schwindel nicht aufgeflogen ist. Simon erklärt Nicole nun, dass er Privatdetektiv und Spezialist für gestohlene und gefälschte Kunstwerke ist. Simon übergibt die Statue an Davis Leland ohne Bezahlung. Dieser muss jedoch schwören, nie wieder Kontakt mit den Bonnets aufzunehmen, damit er die ersehnte Statue besitzen kann. Simon verlangt von Bonnet, dass dieser sich nun zur Ruhe setzt und keinerlei Fälschungen mehr anfertigt, und Bonnet willigt schließlich ein.
Nicole und Simon, die vorhaben zu heiraten, machen sich nun auf dem Weg zum Flughafen, als gerade der südamerikanische Kunstsammler Señor Paravideo vorfährt, der von Bonnet schon immer den van Gogh kaufen wollte. Dieser wird nun von Bonnet freudig ins Haus geführt (seine Einwilligung, keine Fälschungen mehr anzufertigen hält ihn nicht davon ab, seine bisher angefertigten Fälschungen weiterhin zu verkaufen).

## Hintergrund
- Der Film wurde komplett in Frankreich gedreht. Die Dreharbeiten begannen im Juli 1965 und endeten im September 1965.
- Die Produktionskosten wurden auf 6 Millionen US-Dollar geschätzt.
- Der Hinweis auf Givenchy, als Nicole die Putzfrauen-Kleidung angezogen hat, bezieht sich auf den Kleidungs-Ausstatter von Audrey Hepburn.
- Der Arbeitstitel des Films lautete How to Steal a Million Dollars and Live Happily Ever After, wurde dann jedoch auf den ersten Teil gekürzt.

## Kritiken
„Eine mit leichter Hand und vielen launigen Einfällen inszenierte Komödie im Pariser Künstlermilieu; ebenso geistreich wie spannend.“

„Reizende Komödie um eine unechte Statue und einen Millionendiebstahl, der auch nicht echt ist. Von William Wyler mit vielen heiteren Einfällen inszeniert und in ausgezeichneter Besetzung munter gespielt. Ab 16 zur unterhaltsamen Entspannung gut geeignet.“

## Trivia
- Das Auto von Nicole Bonnet ist eine Autobianchi Bianchina, Simon Dermott fährt einen Jaguar E Roadster.
- Nicoles Schmuck lieferte Cartier.
- Das Museum wurde an zwei Orten gedreht: von außen handelt es sich um das Musée Carnavalet, die Szenen im Inneren wurden im Musée Jacquemart-André gedreht.[3]

## Auszeichnungen
Drehbuchautor Harry Kurnitz wurde von der Writers Guild of America für einen WGA Award 1967 nominiert. 